# Murton Grange
Murton Grange – osada w Anglii, w hrabstwie ceremonialnym North Yorkshire, w dystrykcie (unitary authority) North Yorkshire, w civil parish Hawnby. Leży 12 km od miasta Thirsk. W 1971 roku civil parish liczyła 16 mieszkańców. Murton jest wspomniana w Domesday Book (1086) jako Mortun.